# Listă de filme din anii 2000
Aceasta este o listă de liste de filme după gen din anii 2000:
- Listă de filme de animație din anii 2000
- Listă de filme de aventură din anii 2000
- Listă de filme de acțiune din anii 2000
- Listă de filme cu arte marțiale din anii 2000
- Listă de filme biografice din anii 2000
- Listă de filme de comedie din anii 2000
- Listă de filme pentru copii din anii 2000
- Listă de filme dramatice din anii 2000
- Listă de filme de groază din anii 2000
  - Listă de filme cu vampiri din anii 2000
- Listă de filme istorice din anii 2000
- Listă de filme muzicale din anii 2000
- Listă de filme noir din anii 2000 (neo-noir)
- Listă de filme polițiste din anii 2000
- Listă de filme în genul mister din anii 2000
- Listă de filme științifico-fantastice din anii 2000
- Listă de filme thriller din anii 2000
- Listă de filme western din anii 2000